# 赤沼智善
赤沼智善（1884年8月25日—1937年11月30日），生於日本新潟縣長岡市，佛教學者，為大谷大學教授，主要研究原始佛教。

## 生平
生於長岡市上田町願淨寺，屬於淨土真宗大谷派。1909年，進入淨土真宗開設的私塾浩浩洞。
1919年，成為真宗大學教授，開設原始佛教與巴利文課程。
1933年，成為大谷大學教授。
1937年，在自宅過世，法名樹心院釋智善。